# Lady Morgan
Lady Morgan (nome completo: Morgan Sydney Owenson; Dublin, c. 1776 - 14 de Abril de 1859), foi uma romancista irlandesa.

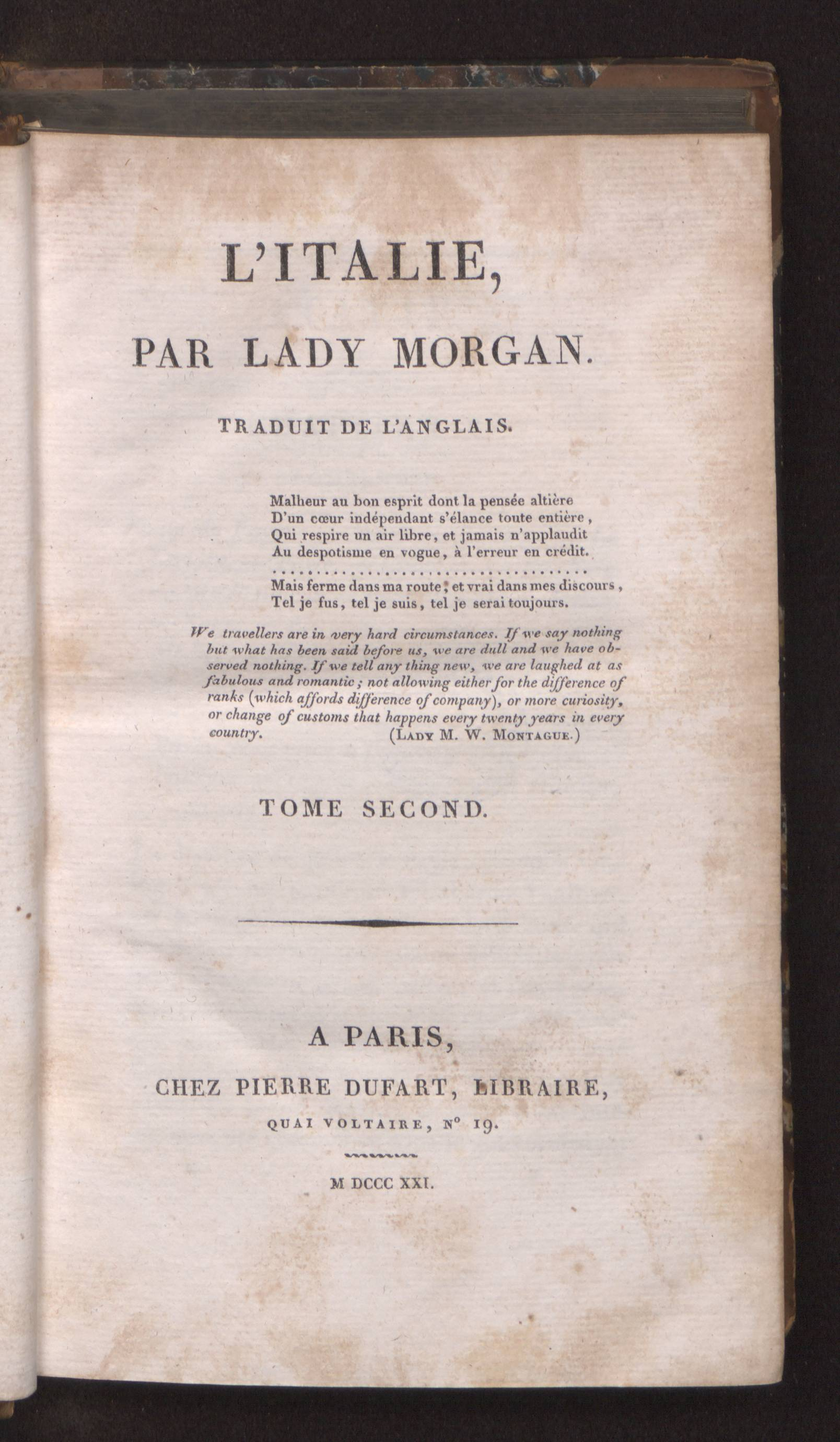
Italie, t. 2, 1821